# Kanton Lattes
Lattes is een kanton van het Franse departement Hérault. Het kanton maakt deel uit van het arrondissement Montpellier.

## Gemeenten

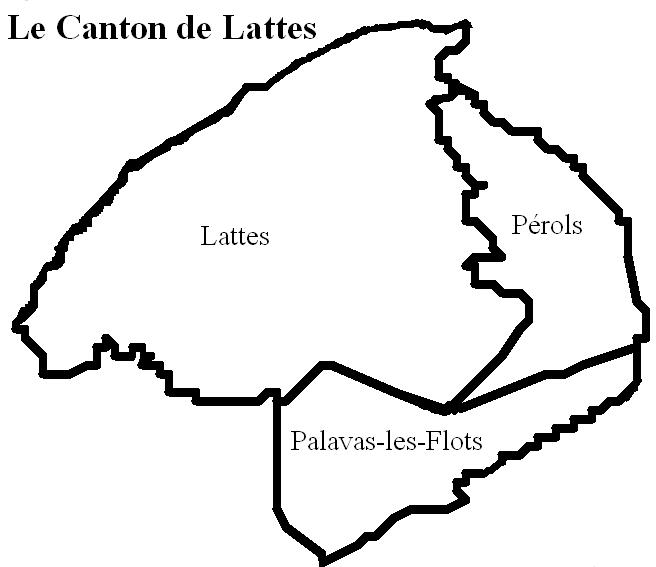
Ligging van gemeenten in het kanton tot 2014

Het kanton Lattes omvatte tot 2014 de volgende gemeenten:
- Lattes (hoofdplaats)
- Palavas-les-Flots
- Pérols

Na de herindeling van de kantons door het decreet van 26 februari 2014, met uitwerking op 22 maart 2015, omvat het kanton volgende 5 gemeenten :
- Juvignac
- Lattes
- Lavérune
- Pérols
- Saint-Jean-de-Védas